# Dolichopoda saraolakosi
Dolichopoda saraolakosi is een rechtvleugelig insect uit de familie grottensprinkhanen (Rhaphidophoridae). De wetenschappelijke naam van deze soort is voor het eerst geldig gepubliceerd in 1983 door Boudou-Saltet.